# 황야의 산 세바스찬
황야의 산 세바스찬(La bataille de San Sebastian, Guns for San Sebastian)은 멕시코에서 제작된 앙리 베르누이 감독의 1968년 서부, 모험 영화이다. 앤서니 퀸 등이 주연으로 출연하였다.

## 출연

### 주연
- 앤서니 퀸
- 찰스 브론슨
- 안자네트 코머

### 조연
- 샘 자페
- 실비아 피날
- 조지 마르티네즈 드 호요스
- 제이미 페르난데즈
- 로사 퍼맨
- 레온 아스킨
- 호세 차베즈
- 이반 데스니
- 페르난드 그라비